# Inre Lägnen
Inre Lägnen är skär i Åland (Finland). De ligger i den sydöstra delen av landskapet, 60 km sydost om huvudstaden Mariehamn.
Terrängen runt Inre Lägnen är varierad. Trakten är glest befolkad. Närmaste större samhälle är Kökar, 19,4 km norr om Inre Lägnen. 